# Flachstauchwiderstand
Der Flachstauchwiderstand ist der größte Widerstand in (N), den ein zu Wellen geformter und auf einem Klebeband haftender Papierstreifen bzw. eine Wellpappe einer senkrecht zu den Wellen wirkenden Kraft bis zum Zusammenbruch der Wellen entgegensetzt.
Während für den Papiermacher der Concora-Medium-Test (CMT-Wert) die gebräuchlichste Prüfmethode für Rohpapiere darstellt, so prüft der Wellpappenerzeuger natürlich die analogen Eigenschaften an der gesamten Wellpappe anhand der Flat-Crush-Test (FCT-Wert) Methode.
Die Abkürzungen für die einzelnen Prüfverfahren sind jeweils aus den Anfangsbuchstaben der englischsprachigen Bezeichnungen abgeleitet.

## CMT-Wert
Die Probestreifen werden in Längsrichtung gemäß DIN 53143 auf eine Länge und Breite von 160 × 12,7 mm ± 0,1 mm geschnitten. Die Probenstreifen werden grundsätzlich nur in Laufrichtung geschnitten, da beim Abwickeln einer Wellenpapierrolle eine Wellenbildung technisch nur in dieser Richtung möglich ist. Zum Wellen der Papierstreifen wird ein Wellenbildner verwendet. Mit Hilfe einer Zahnstange und eines Zahnkammes wird der gewellte Probestreifen auf Selbstklebeband aufgebracht; dabei behält dieser seine genormte Form. Die mit dem Klebeband fixierte Welle wird zwischen die Platten einer Stauchpresse gelegt. Die belastende Platte wird gegen die Probe gefahren, während man den Verformungsvorgang der Wellen beobachtet.

## FCT-Wert
Analog dem CMT-Wert wird ein Probestück (100 cm²) Wellpappe gemäß DIN EN 23035 in einer Stauchpresse geprüft. Die belastende Platte wird gegen die Probe gefahren, während man den Verformungsvorgang der Wellen beobachtet.